# A Contracorriente
A contracorriente — второй по счёту студийный альбом испанской группы El Canto del Loco, выпущенный 1 Марта 2002 года в Испании. Первый альбом, продюсером которого стал Найджел Уокер, и этот альбом, в результате профессионального творческого роста группы, был квалифицирован, как более взрослый.
Было распродано более 155 тыс. копий.
| Оценки критиков | Оценки критиков |
| Источник        | Оценка          |
| --------------- | --------------- |
| Allmusic        | [ 4 ]           |
| MTV             | без рейтинга    |

## Список композиций
| №   | Название                            | Длительность |
| --- | ----------------------------------- | ------------ |
| 1.  | «Son sueños»                        | 3:52         |
| 2.  | «Preguntas»                         | 3:23         |
| 3.  | «Vámonos»                           | 2:43         |
| 4.  | «Puede ser» (дуэт с Амайей Монтеро) | 3:00         |
| 5.  | «A contracorriente»                 | 3:01         |
| 6.  | «Una salida»                        | 3:02         |
| 7.  | «Contigo»                           | 3:32         |
| 8.  | «Tremendo»                          | 2:58         |
| 9.  | «Súper héroe»                       | 3:06         |
| 10. | «Para siempre»                      | 3:20         |
| 11. | «Crash»                             | 2:29         |
| 12. | «Aquellos años locos» (Bonus track) | 2:21         |